# Ласкар (Болгарія)
Ла́скар (болг. Ласкар) — село в Плевенській області Болгарії. Входить до складу общини Плевен.

## Населення
За даними перепису населення 2011 року у селі проживали 99 осіб, усі — болгари.
Розподіл населення за віком у 2011 році:
Динаміка населення:

## Відомі особистості
В поселенні народився:
- Жеков Васко (* 1941) —  болгарський письменник.